# 康希诺
康希诺生物股份公司（英語：CanSino Biologics Inc.，上交所：688185，港交所：6185，OTC Pink： CASBF），简称康希诺生物，是一家总部位于中华人民共和国天津市天津经济技术开发区西区的疫苗研发、制造公司。

## 沿革
康希诺生物成立于2009年，创始人为宇学峰、毛慧华、朱涛、邱东旭。2019年3月28日，康希诺在香港交易所上市。2020年4月，其在上海证券交易所科创板首次公开募股的申请获得通过，同年8月，康希诺登陆上海證券交易所科創板。
康希诺生物与中国人民解放军军事科学院生物工程研究所合作研发的腺病毒载体重组埃博拉病毒病疫苗于2017年10月获得国家食品药品监督管理总局批准注册。康希诺生物正在与军事科学院生物工程研究所开发腺病毒载体重组新型冠状病毒疫苗。2021年2月25日，国家药品监督管理局宣布，附条件批准国药集团中国生物武汉生物制品研究所有限责任公司的COVID-19疫苗（Vero细胞）、康希诺生物股份公司重组新冠疫苗（5型腺病毒载体/Ad5-nCoV）的上市注册申请。其中后者为陈薇团队研发的新冠疫苗，是目前中国批准上市的新冠疫苗中，唯一可采用单针接种程序的疫苗。2021年11月，康希诺（上海）生物科技有限公司mRNA疫苗生产项目厂房在临港新片区交付，标志着康希诺生物开始从事mRNA疫苗研发。
此后，2022至2024年期间，随着全球新冠疫苗接种率增速的放缓，新冠疫苗需求不断减少，康希诺连续三年出现经营性亏损，旗下的主要盈利产品由新冠疫苗转为流行性脑膜炎结合疫苗（曼海欣、美奈喜）。

## 上市产品
- 四价流行性脑膜炎结合疫苗：曼海欣[10]

- 二价流行性脑膜炎结合疫苗：美奈喜

- 克威莎2019冠状病毒病疫苗

- 吸入用新冠疫苗：克威莎雾优
- 重组埃博拉病毒病疫苗：Ad5-EBOV